# 足立区立第六中学校
足立区立第六中学校（あだちくりつ だいろくちゅうがっこう）は、東京都足立区本木西町に所在する区立中学校。 通称は「六中」（ろくちゅう）。

## 沿革
- 1947年4月19日 - 東京都足立区立第六中学校設置
- 1947年5月3日 - 東京都足立区立本木小学校にて授業開始
- 1949年3月18日 - 足立区本木一丁目640番地に独立校舎竣工
- 1957年3月20日 - 現在地に移転

## 出身有名人
- 大場政夫 - プロボクサー、WBA世界フライ級チャンピオン